# Mikell’s
Mikell’s war eine New Yorker Spielstätte für Jazzmusik, die von 1969 bis 1991 bestand.

## Geschichte
Mikell’s wurde von Mike Mikell und Pat Mikell betrieben. Bekannt war der Veranstaltungsort für die zahlreichen Jamsessions von New Yorker Studiomusikern. Paul Shaffer, der Bandleader in der Late Show with David Letterman, nannte Mikell’s den „Soulhimmel“ (soul heaven).
Das Mikell’s mit englischer Pub-Atmosphäre befand sich im Viertel Upper West Side des New Yorker Stadtteils Manhattan (760 Columbus Avenue, Ecke 97th Street), nahe dem Columbus Square. Dort traten ab den frühen 1970er Jahren Jazzmusiker wie Richard Davis, Cornell Dupree, Joe Farrell/Joe Beck, Chico Hamilton, Roy Haynes, Robin Kenyatta, Junior Mance und die Sängerin Queen Esther Marrow auf. In den 1980er Jahren spielten dort auch Milt Jackson, Ray Brown, Cedar Walton, Mickey Roker, und Paquito D’Rivera.
Im Mikell’s entstandene Mitschnitte der Auftritte von John Tropea (Live at Mikell’s (1980)), u. a. mit Jon Faddis, Randy Brecker, Lew Soloff, Lew Del Gatto, Ronnie Cuber und Don Grolnick und von Art Blakey and His Jazz Messengers (New York Scene (1984)) mit Terence Blanchard, Donald Harrison, Jean Toussaint, Mulgrew Miller, Lonnie Plaxico wurden als Album veröffentlicht. Blakey nutzte Mikell’s als Probenraum.